# جاري جيبونز
جاري جيبونز (بالإنجليزية: Gary Gibbons)‏ (و. 1946 – م) هو فيزيائي، وأستاذ جامعي من المملكة المتحدة . ولد في إنجلترا . وهو عضواً في الجمعية الملكية .

## جوائز
حصل على جوائز منها:
- زمالة الجمعية الملكية.